# Cam Westhead
Cam Westhead (né en 1977) est un homme politique canadien, il est élu à l'Assemblée législative de l'Alberta lors de l'élection provinciale de 2015. Il représente la circonscription de Banff-Cochrane en tant qu'un membre du Nouveau Parti démocratique de l'Alberta. 